# Mougins
Mougins er en fransk by i departementet Alpes-Maritimes. Kunstneren Pablo Picasso døde i Mougins d. 8. april 1973.
43°36′00″N 6°59′41″Ø / 43.6°N 6.9947°Ø